# Scuola italiana Roma di Algeri
La Scuola italiana Roma di Algeri (in francese: école italienne Rome d'Alger) è un istituto scolastico parificato di Hydra in Algeria.

## Storia
Fondata nel 2009, è stata riconosciuta, in tutti gli ordini e gradi, dal Ministero degli esteri nello stesso anno . Lo stesso ministero ha inserito il liceo nelle sue scuole italiane all'estero ed è stato  legalizzato il 26 giugno 2014.

## Struttura
La scuola dispone di un'offerta formativa che va dalla scuola materna alle superiori.